# Lifesong
Lifesong è il secondo album in studio del gruppo musicale statunitense Casting Crowns, pubblicato nel 2005.

## Tracce
1. Lifesong – 5:17
2. Praise You in This Storm – 4:59
3. Does Anybody Hear Her – 4:30
4. Stained Glass Masquerade – 3:52
5. Love Them Like Jesus – 4:32
6. Set Me Free – 4:27
7. While You Were Sleeping – 4:55
8. Father, Spirit, Jesus – 5:11
9. In Me – 4:44
10. Prodigal – 5:45
11. And Now My Lifesong Sings – 4:03

## Formazione
- Hector Cervantes – chitarra
- Juan DeVevo – chitarre
- Melodee DeVevo – violino
- Megan Garrett – piano, tastiere
- Mark Hall – voce
- Chris Huffman – basso
- Andy Williams – batteria